# Jednokratni ključ
Šifriranje jednokratnim ključem (eng. one-time pad - OTP) naziv je za sigurnu kriptografsku metodu u uporabi od 1917. u kojoj se obični tekst (tekst koji se šifrira) kombinira sa slučajnim ključem koji je jednako dugačak kao i tekst koji se šifrira. Ovaj se slučajni ključ u komunikaciji koristi samo jedanput i nikada više, a spaja se s originalnim tekstom koristeći zbrajanje po modulu (XOR). Do sada je dokazano da je šifriranje jednokratnim ključem od slučajnog niza, koristi se samo jedanput i tajan je, kao kriptografska metoda teoretski neslomljivo.